# Alsószuha
Alsószuha (vyslovováno [alšósuha], slovensky Nižná Suchá) je vesnice v Maďarsku v župě Borsod-Abaúj-Zemplén, spadající pod okres Putnok. Nachází se blízko hranic se Slovenskem. V roce 2015 zde žilo 423 obyvatel. Dle údajů z roku 2001 zde byli 86 % Maďaři a 14 % Romové.
Sousedními vesnicemi jsou Dövény a Zádorfalva.